# Ken Stringfellow
Ken Stringfellow (Hollywood, 30 ottobre 1968) è un cantante e chitarrista statunitense.
Noto per la sua attività nei The Posies, R.E.M., e Big Star, ha cominciato la sua carriera nella metà degli anni novanta quando ha incontrato il chitarrista Peter Buck, col quale ha suonato nei Minus 5. Ken inoltre ha registrato con i Lagwagon nel 1997 Double Plaidinum contribuendo a melodicizzare il punk della band. Stringfellow è riconoscibile per il suo colore fiammante dei capelli - rosso scuro o marrone scuro. Inoltre ha formato una nuova band con tre musicisti norvegesi dei Briskeby, chiamato The Disciplines. Nel 2015, assieme alla cantante americana Holly Munoz, fa uscire l'album country The Record.
Come solista ha pubblicato quattro album: This Sounds Like Goodbye (1997), Touched (2001), Soft Commands (2004) e Danzig in the Moonlight (2012).
Attualmente Ken Stringfellow è sposato con l'artista francese Dominique Sassi, da cui ha avuto una figlia, Aden. Precedentemente era stato sposato con la bassista dei The Fastbacks, Kim Warnick, da cui ha divorziato nel 1996.

## Discografia

### Solista
- 1997 - This Sounds Like Goodbye
- 2001 - Touched
- 2004 - Soft Commands
- 2012 - Danzig in the Moonlight

### Con i The Posies
- 1988 - Failure
- 1990 - Dear 23
- 1993 - Frosting On The Beater
- 1996 - Amazing Disgrace
- 1998 - Success
- 2000 - In Case You Didn't Feel Like Plugging In
- 2000 - Alive Before the Iceberg
- 2000 - At Least, At Last (Box Set)
- 2000 - Dream All Day: The Best of The Posies
- 2001 - Nice Cheekbones and a Ph.D.
- 2005 - Every Kind of Light
- 2010 - Blood/Candy
- 2016 - Solid States

### Con i R.E.M.
- 1999 - Man on the Moon OST
- 2001 - Reveal
- 2003 - In Time: The Best of R.E.M. 1988-2003
- 2004 - Perfect Square
- 2004 - Around the Sun
- 2007 - R.E.M. Live

### Con i Sky Cries Mary
- 1989 - Until the Grinders Cease
- 1990 - Don't Eat the Dirt

### Con i Big Star
- 1993 - Columbia - Live At Missouri University 4/25/93
- 2003 - Big Star Story
- 2003 - In Space

### Con i Minus 5
- 1995 - Old Liquidator
- 1997 - The Lonesome Death of Buck McCoy

### Con i Lagwagon
- 1997 - Double Plaidinum (Fat Wreck Chords)

### Con i Chariot
- 1998 - I Am Ben Hur

### Con i The Orange Humble Band
- 1998 - Assorted Creams
- 2001 - Humblin' (Across America)

### Con i Saltine
- 1999 - Find Yourself Alone CDS

### Con i White Flag
- 1999 - On The Way Down
- 2001 - Eternally Undone
- 2003 - History is Fiction
- 2006 - Piangi Con Me

### Con i Jim Protector
- 2007 - Shields Down

### Con i Sunbourne Rd
- 2021 - Hollywood Breakdown, estratto dall'EP digitale Rembetika